# ملونتا
ملونتا (به لاتین: Melounta) یک منطقهٔ مسکونی در قبرس است که در ناحیه فاماگوستا واقع شده‌است.